# Schloss Kühlenfels

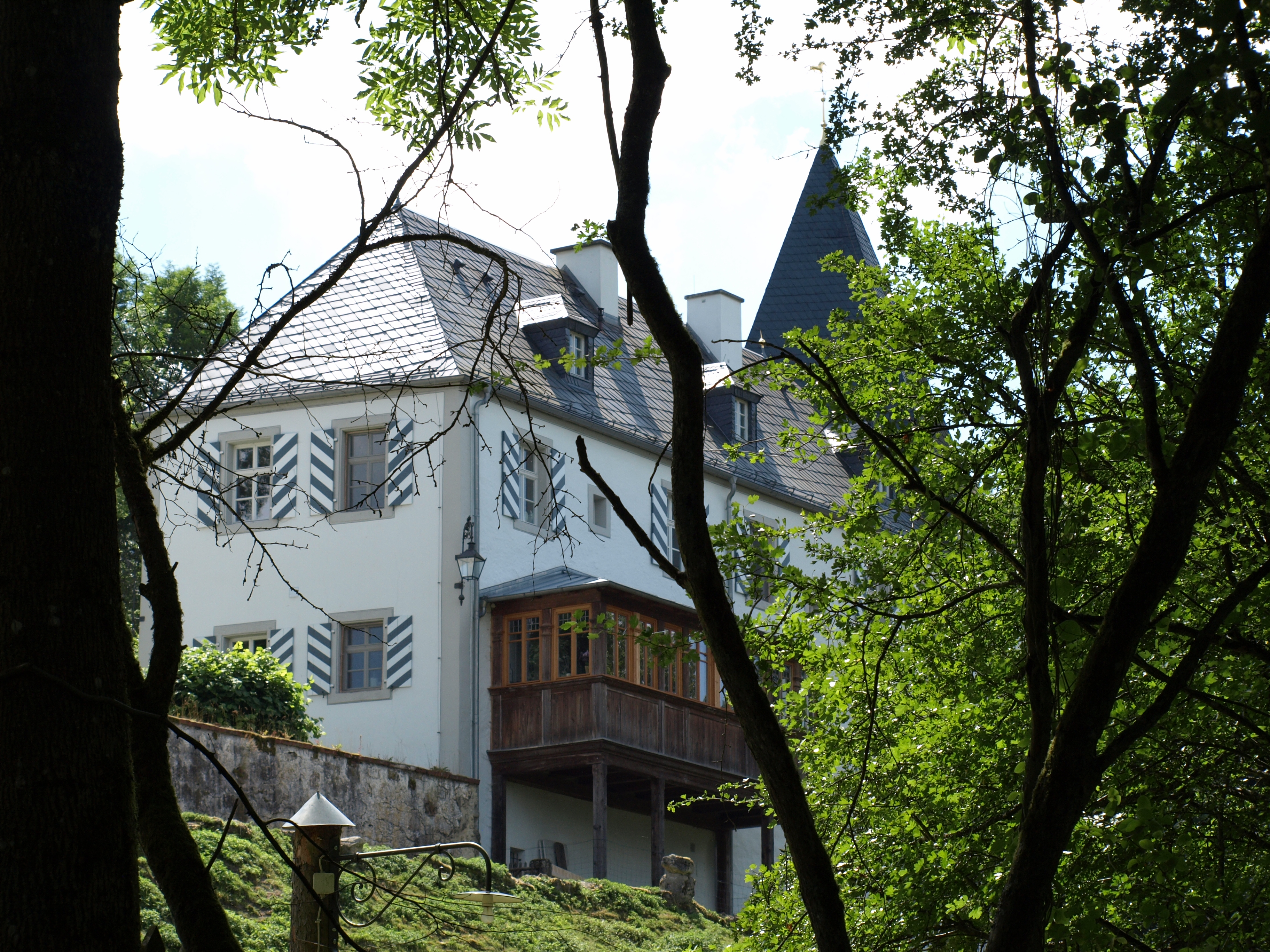
Schloss Kühlenfels

Das Schloss Kühlenfels ist ein denkmalgeschütztes Bauwerk in Kühlenfels, einem Gemeindeteil der Stadt Pottenstein im Landkreis Bayreuth (Oberfranken, Bayern). Das Bauwerk ist unter der Denkmalnummer D-4-72-179-82 als Baudenkmal in der Bayerischen Denkmalliste eingetragen.

## Beschreibung
Das mittelalterliche Schloss wurde 1521 im Deutschen Bauernkrieg niedergebrannt. 1788–99 wurde das zweigeschossige Gebäude errichtet, das mit einem Walmdach bedeckt ist, und zum Hof nach Süden einen Risalit hat. Ein im Kern mittelalterlicher Wehrturm der ehemaligen Befestigung, der mit einem spitzen Helm bedeckt ist, steht im Westen.